# العطلة الأخيرة (فلم 2006)
العطلة الأخيرة (Last Holiday) هو فيلم كوميدي درامي من إخراج وين وانق وبطولة كوين لطيفة، جيرارد ديبارديو، و إل إل كول جي في 2006 . يحكي الفيلم عن جورجا بيرد، موظفة في مركز تجاري كبير يملكه رجل الأعمال الثري ماثيو كريقن. جورجيا هي امرأة خجولة متواضعة تتوق إلى الطهي مهنيا، وتسجل أحلامها في حياة أفضل في مجلة بعنوان «الاحتمالات». حادث في العمل والتشخيص الخاطئ من قبل طبيبها يجعل جورجا تعتقد أن لديها بضعة أسابيع فقط من الحياة: المرأة تغتنم الفرصة لاتخاذ القرارات الجريئة، وسحب كل مدخراتها من البنك والتمتع أيامها الأخيرة في أفخم فندق في براغ في جمهورية التشيك، حيث يعمل أحد نجومها، الشيف الشهير ديدييه ....

## روابط خارجية
- مقالات تستعمل روابط فنية بلا صلة مع ويكي بيانات